# Калуб
Калуб — газоконденсатне родовище на сході Ефіопії в провінції Огаден, за 1200 км на південний схід від столиці країни Аддис-Абеби та відносно поруч з сомалійським кордоном. Відноситься до нафтогазоносного басейну Огаден.

## Характеристика
Родовище відкрила у 1973 році компанія Tenneco. Невдовзі владу в країні захопив марксистський режим, внаслідок чого подальшу розвідку здійснювала у 1986—1991 роках радянська компанія Soviet Petroleum Exploration Expedition. Вона спорудила на Калуб ще дев'ять свердловин, які дозволили уточнити будову та запаси родовища. Поклади вуглеводнів було виявлено у формаціях Калуб (відноситься до межі пермі та тріасу, глибина біля 3600 метрів) та Адіграт (нижня юра, глибина до 2700 метрів). Колектори — пісковики.
Після повалення марксистського режиму нова влада спробувала у кінці 1990-х відновити роботу родовища. Планувалось організувати сайклінг-процес, при якому отриманий із формації Адіграт газ після вилучення конденсату та доповнення продукцією з формації Калуб закачувався б назад у поклад. Реалізація ж самого газу через відсутність споживачів наразі не планувалась. У межах цього проекту китайська компанія Zhoungyan Petroleum Exploration Bureau провела освоєння кількох наявних свердловин, проте далі роботи не продовжились.
У 2007 році права на родовище разом з кількома оточуючими розвідувальними блоками отримала малайзійська компанія Petronas. Проте до кінця десятиліття вона не знайшла тут запасів, достатніх для спорудження експортного заводу з виробництва зрідженого природного газу, та вийшла з проекту.
Наступним оператором робіт в 2011 році стала китайська компанія PetroTrans Вона розпочала роботи з дорозвідки Калуб та розташованого неподалік родовища Хілала (зокрема, у січні 2016-го завершила оціночну свердловину Calub-11) та оголосила про наміри спорудити газопровід довжиною 700 км до Джибуті, де розташується завод з виробництва ЗПГ.
Запаси Калуб оцінюються у 79 млрд м3 газу та 3,3 млн барелів конденсату.